# Сент-Круа-Фоллс (містечко, Вісконсин)
Сент-Круа-Фоллс (англ. St. Croix Falls) — місто (англ. town) в США, в окрузі Полк штату Вісконсин. Населення — 1164 особи (2020).

## Демографія
Згідно з переписом 2010 року, у місті мешкало 1165 осіб у 461 домогосподарстві у складі 357 родин. Було 609 помешкань
Расовий склад населення:
| - 97,9 % — білих - 0,7 % — азіатів - 0,3 % — корінних американців |

До двох чи більше рас належало 0,4 %. Частка іспаномовних становила 1,1 % від усіх жителів.
За віковим діапазоном населення розподілялося таким чином: 22,8 % — особи молодші 18 років, 63,9 % — особи у віці 18—64 років, 13,3 % — особи у віці 65 років та старші. Медіана віку мешканця становила 44,7 року. На 100 осіб жіночої статі у місті припадало 105,1 чоловіків;  на 100 жінок у віці від 18 років та старших — 105,3 чоловіків також старших 18 років.
Середній дохід на одне домашнє господарство  становив 76 140 доларів США (медіана — 64 115), а середній дохід на одну сім'ю — 77 198 доларів (медіана — 63 452). Медіана доходів становила 48 015 доларів для чоловіків та 40 234 долари для жінок. За межею бідності перебувало 4,1 % осіб, у тому числі 5,0 % дітей у віці до 18 років та 4,1 % осіб у віці 65 років та старших.
Цивільне працевлаштоване населення становило 682 особи. Основні галузі зайнятості: виробництво — 22,4 %, освіта, охорона здоров'я та соціальна допомога — 16,9 %, роздрібна торгівля — 14,2 %, будівництво — 12,2 %.